# Hayashichroma aureosuturalis
Hayashichroma aureosuturalis är en skalbaggsart som först beskrevs av Hayashi 1982.  Hayashichroma aureosuturalis ingår i släktet Hayashichroma och familjen långhorningar. Inga underarter finns listade i Catalogue of Life.